# Иудаизация Галилеи
Иудаизация Галилеи (ивр. ייהוד הגליל‎ Йехуд ха-Галиль; араб. تهويد الجليل‎, тахвид аль-джалил) — региональный проект и политика израильского правительства и связанных с ним частных организаций, направленная на увеличение еврейского населения в Галилее, регионе в Израиле c арабским большинством.

## Предыстория
С окончанием британского мандата в Палестине и выводом британских войск в середине мая 1948 года продолжавшаяся гражданская война между еврейской и арабской общинами переросла в арабо-израильскую войну 1948 года. Израиль провозгласил независимость, а армии Египта, Ирака, Иордании, Ливана и Сирии  вторглись на территорию, отведенную для Израиля. В этот же период во многих арабских странах еврейские погромы и политика урезания прав еврейского населения привели к массовому исходу евреев, большинство из которых мигрировало в Израиль. Непринятый План раздела Палестины по резолюции 181 Генеральной Ассамблеи ООНаций, предполагавший создание отдельных еврейского и арабского государств, рекомендовал включение  Западной Галилеи в состав арабского государства. Однако после соглашений о перемирии 1949 года, положивших конец официальным боевым действиям арабо-израильской войны 1948 года, регион был включен в состав Израиля. Арабское население по-прежнему составляло большинство в этом районе.
Независимость Израиля означала, что приоритеты сионистского движения сместились с обеспечения безопасной территориальной базы для еврейских иммигрантов  на создание жизнеспособных еврейских общин недавно созданного суверенного государства и «собирание и ассимиляцию изгнанников» (мизуг галуйот).
Иудаизация также повлекла за собой передачу земель, экспроприированных у арабов, евреям и разрушение арабских деревень, городов и кварталов, жители которых бежали или были изгнаны в ходе Шестидневной войны 1948 и 1967 годов, ограничения на арабские поселения и параллельное развитие еврейских городских и промышленных центров,
гебраизацию палестинских топонимов (то есть замену арабских топонимов на еврейские) и перекройку муниципальных границ для обеспечения еврейского преобладания. Двумя основными областями, на которые направлена стратегия иудаизации, являются Негев и Галилея.

## История внедрения
Политика «иудаизации Галилеи» была впервые одобрена израильским кабинетом министров в марте 1949 года.  С начала 1950-х годов Еврейское агентство, Армия обороны Израиля (ЦАХАЛ) и Министерство внутренних дел координировали свои усилия по увеличению числа евреев, проживающих в Галилее. Основными сторонниками проекта были Йосеф Нахмани и Йосеф Вайц, которые подчеркивали необходимость создания еврейского большинства в Галилее, чтобы уменьшить «арабскую угрозу» и предотвратить формирование «ядра арабского национализма внутри еврейского государства».
Частью усилий по развитию и заселению Галилеи еврейским большинством был Закон о приобретении земли 1953 года, который привел к конфискации 120 тыс гектар земли, принадлежавшей арабам, в первый год после его вступления в силу.
В письме премьер-министру Давиду Бен-Гуриону от 1953 года Нахмани призывал уделить особое внимание расселению евреев в городе Назарет. Во второй половине 1954 года Министерство обороны расширило свою роль в планах заселения Галилеи, создав Департамент развития Галилеи, который занимался, среди прочего, заботой о новом еврейском поселении Нацрат-Иллит (Верхний Назарет), основанном правительством в том же году. Нацрат-Иллит, хотя и уступает по численности населения самому Назарету, в настоящее время является административной столицей Северного округа Израиля. Создание еврейского города Кармиэль на землях арабских деревень в 1962 году, как и Нацрат-Иллит, также было частью реализации той же политики.
Реализация проекта в 1970-х годах включала дальнейшую конфискацию арабских земель, открыто объявленную под лозунгом «иудаизации Галилеи» в феврале 1976 года. Это заявление спровоцировало всеобщую забастовку и демонстрации арабского населения, в ходе которых 6 арабских граждан были убиты, а многие другие получили ранения и были арестованы. Эти события ежегодно отмечаются палестинцами в День земли.
К середине 1970-х годов стало ясно, что еврейская поселенческая кампания в Галилее провалилась. Израиль Кёниг, автор
Меморандума Кёнига, возобновил призыв к иудаизации Галилеи в 1977 году.  
Усилия по иудаизации Галилеи продолжались, и к середине 1990-х годов существенно изменили демографию Галилеи, так и Негева, хотя в центре Галилеи арабы по-прежнему составляли 72% населения.

## Смешанные арабо-еврейские общины
Неожиданным результатом усилий правительства по привлечению еврейского населения в Галилею стал рост смешанных арабо-еврейских общин. «Попытки иудаизировать Галилею имели парадоксальный эффект», — пишет комментатор газеты Haaretz. «Богатые евреи покидают северные города… и на их место приходят арабы». В то время как правительство строило жилые дома в городах, предназначенных для еврейского поселения, евреи не мигрировали в этот регион, как ожидалось. Тем временем арабы, чьи жилищные возможности все больше ограничивались из-за ограничений на застройку в их собственных деревнях, покупали квартиры в еврейских городах. В настоящее время значительное арабское население проживает в нескольких городах Новой Галилеи, включая Верхний Назарет (около 20 %) и Кармиэль (10 %).

## Земельный вопрос
Для реализации различных инфраструктурных проектов, в том числе военного назначения, правительству требовалась земля в Галилее. За редчайшим исключением эти земли прнадлежали арабам — гражданам Израиля. Конфискация земли приводила к значительному социальному напряжению в регионе и 30 марта 1976 г. начались массовые протесты против действий правительства, включая забастовки арабских рабочих и служащих, в том числе учителей. Протесты эти были довольно жестко подавлены. С тех пор израильские арабы ежегодно отмечают День земли. Этот день не только память, но и символ борьбы за свои права, символ роста самосознания израильских арабов.